# شمیاک
شمیاک (انگلیسی: Shemyak) یک شهرک در شهرستان اوفیمسکی استان باشقیرستان کشور روسیه است.